# Devil Is a Loser
A Devil Is A Loser a finn Lordi együttes egyik dala. Először 2002-ben adták ki, a Get Heavy nagylemez harmadik számaként, majd egy videóklip után 2003-ban kislemez formájában is megjelent.

## A dal
Sok Lordi-rajongó kedvenc dala. A zenekar 2003-ban forgatta le vele a videóklipet, ez az első megjelenése Kalmának, az új basszusgitárosnak a Lordiban. A 2002-ben kiadott Get Heavy című nagylemezen, a 3. dal. A dalt Mr. Lordi írta.

## Videó
A videóban, egy buli a színhely. Itt hirtelen minden áram kimegy, és megjelennek a szörnyek. Az első refrénnél a tömeg összegyűlik, egy hártyás anyagból álló falnál, ami mögött a zenekar játssza dalt. A második refrén után egy lányt megátkoz az énekes, s a fal leomlik. A zenekar játssza a dalt, miközben hátuk mögött már ég a fal. A gitárszólónál kigyullad a gitár vége, s a dobos füstöt lehel ki. A szóló után, az énekes tüzet okád, mire a tömeg futásnak ered, ám minden kiút lezárul. Az énekes kibontja szárnyait, és a tömeghez közeledik. Még egy tűzcsík a gitáron, majd az énekes már a tömeg végén áll. A videó ezután már csak egy hangfalat mutat egy-két másodpercig. Sok listán, és szavazáson első lett a videó Európa szerte.

## Maxi
1. 1Devil Is A Loser 3.29
2. Don’t Let My Mother Know 3.32
3. Devil IS A Loser (video) 3.40

## A dal létrehozásában közreműködtek
- Mr. Lordi (ének)
- Amen-Ra (gitár)
- Enary (billentyű)
- Magnum (basszusgitár)
- Kita (dob)

Az album verzióban közreműködött, Magnum helyett Kalma, a videóban úgyszint.